# Pristiophoriformes
Pristiophoriformes ou tubarões-serra é uma ordem de tubarões.
Apenas estão classificadas nesta ordem cinco espécies, na família Pristiophoridae (constituida apenas por dois géneros).
Ocorrem em águas do Indo-Pacífico, desde a África do Sul à Austrália e Japão.
A característica mais marcante é terem a maxila superior alongada numa longa lâmina estreita, com dentes alternadamente grandes e mais pequenos de cada lado e periodicamente substituídos. Na base deste focinho existem dois longos barbilhos.
Possuem duas barbatanas dorsais, faltando-lhes barbatanas anais. Algumas espécies alcançam 170 cm de comprimento.
O género Pliotrema tem seis fendas branquiais e o género Pristiophorus tem usualmente cinco.
Alimentam-se, dependendo da espécie, de peixes ósseos, camarão, lulas e outros crustáceos.

## Classificação
Pliotrema
- Pliotrema warreni Regan, 1906, 170 cm

Pristiophorus
- Pristiophorus cirratus (Latham, 1794), 137 cm
- Pristiophorus japonicus Günther, 1870, 136 cm
- Pristiophorus nudipinnis Günther, 1870, 122 cm
- Pristiophorus peroniensis
- Pristiophorus schroederi Springer & Bullis, 1960, 80 cm